# Тройной прыжок
Тройной прыжок — дисциплина лёгкой атлетики, относящаяся к горизонтальным прыжкам технических видов легкоатлетической программы.

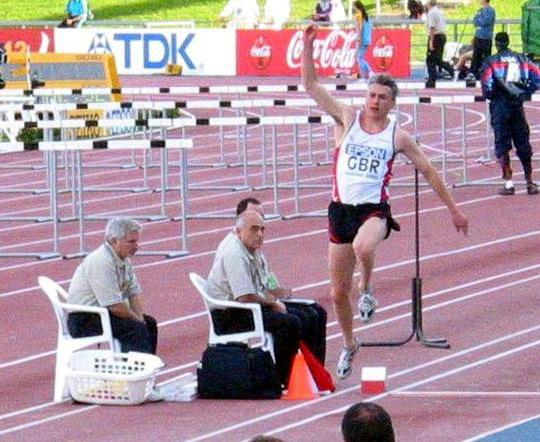
Попытку в тройном прыжке выполняет Джонатан Эдвардс

## История
Тройной прыжок с разбега у мужчин принадлежал к современной олимпийской программе ещё с самого начала проведения Олимпийских игр в 1896 году, причём на Олимпийских играх 1900 и 1904 годов соревнования также проводились в тройном прыжке с места. Первым современным олимпийским чемпионом в тройном прыжке у мужчин стал американец Джеймс Конноли. С 1996 года тройной прыжок также стал олимпийским видом и для женщин. Звание олимпийской чемпионки в тройном прыжке первой завоевала Инесса Кравец (Украина).

## Техника и правила

Кинограмма прыжка чемпиона мира и Европы Филлипса Айдову (Великобритания). Пекин, 2008 г.

Технически тройной прыжок состоит из трёх элементов:
- «скачок»
- «шаг»
- «прыжок»[1]

Прыгун бежит по специальному сектору или дорожке до бруска для отталкивания. Этот брусок является началом прыжка при замере его длины от линии измерения, отмеченной пластилиновым валиком для фиксации «заступов», и от этой метки начинается выполнение прыжка. Вначале выполняется первый элемент — скачок, при этом первое касание за бруском должно происходить той же ногой, с которой прыгун начинал прыгать. Затем следует второй элемент прыжка — шаг (касание земли должно происходить другой ногой). Заключительный элемент — это собственно прыжок, и прыгун приземляется в яму с песком как при прыжке в длину.
Практически возможны два способа выполнения прыжка: с правой ноги — «правая, правая, левая» и с левой ноги — «левая, левая, правая». Брусок для отталкивания при прыжке находится на удалении от наполненной песком ямы на 11 м для женщин и 13 м для мужчин. Каждому прыгуну, отобравшемуся в финал, предоставляется 3 предварительные попытки и, для 8 лучших, 3 финальных попытки для выполнения тройного прыжка. В некоторых коммерческих стартах организаторы соревнований ограничивают количество попыток до четырёх .

## Рекорды

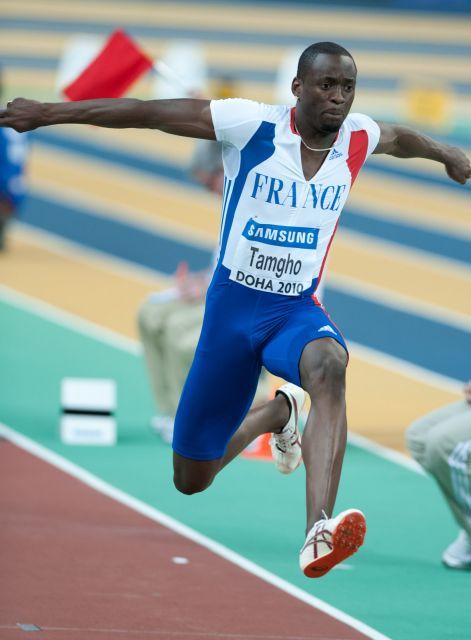
Рекордсмен мира в помещении Тедди Тамго

В 1995 году, в ходе соревнований на Кубок Европы британцу Джонатану Эдвардсу удался самый далёкий в истории тройного прыжка полёт на 18.43 метра, который не был ратифицирован как мировой рекорд из-за попутного ветра 2.4 м/с, превышавшего норму (2,0 м/с).
|         | Рекорд                    | Длина   | Спортсмен(-ка)   | Страна         | Дата            | Место             |
| ------- | ------------------------- | ------- | ---------------- | -------------- | --------------- | ----------------- |
| Мужчины | Мировой                   | 18,29 м | Джонатан Эдвардс | Великобритания | 7 августа 1995  | Гётеборг, Швеция  |
| Мужчины | Мировой (в помещении)     | 18,07 м | Юг Фабрис Занго  | Буркина-Фасо   | 16 января 2021  | Обьер, Франция    |
| Мужчины | Олимпийский               | 18,09 м | Кенни Харрисон   | США            | 27 июля 1996    | Атланта, США      |
| Мужчины | Европейский               | 18,29 м | Джонатан Эдвардс | Великобритания | 7 августа 1995  | Гётеборг, Швеция  |
| Мужчины | Европейский (в помещении) | 17,92 м | Тедди Тамго      | Франция        | 6 марта 2011    | Париж, Франция    |
|         |                           |         |                  |                |                 |                   |
| Женщины | Мировой                   | 15,67 м | Юлимар Рохас     | Венесуэла      | 1 августа 2021  | Токио, Япония     |
| Женщины | Мировой (в помещении)     | 15,74 м | Юлимар Рохас     | Венесуэла      | 20 марта 2022   | Белград, Сербия   |
| Женщины | Олимпийский               | 15,67 м | Юлимар Рохас     | Венесуэла      | 1 августа 2021  | Токио, Япония     |
| Женщины | Европейский               | 15,50 м | Инесса Кравец    | Украина        | 10 августа 1995 | Гётеборг, Швеция  |
| Женщины | Европейский (в помещении) | 15,36 м | Татьяна Лебедева | Россия         | 16 марта 2004   | Будапешт, Венгрия |

Десять лучших результатов среди мужчин на открытых стадионах:
1. 18,29 м Джонатан Эдвардс (Великобритания) (1995)
2. 18,21 м Кристиан Тэйлор (США) (2015)
3. 18,18 м Хордан Диаз (Испания) (2024)
4. 18,16 м Джонатан Эдвардс (Великобритания) (1995)
5. 18,14 м Уилл Клэй (США) (2019)
6. 18,11 м Кристиан Тэйлор (США) (2017)
7. 18,09 м Кенни Харрисон (США) (1996)
8. 18,08 м Педро Пичардо (Куба) (2015)
9. 18,06 м Педро Пичардо (Куба) (2015)
10. 18,06 м Кристиан Тэйлор (США) (2015)
11. 18,06 м Уилл Клэй (США) (2019)

Десять лучших результатов среди женщин на открытых стадионах:
1. 15,67 м Юлимар Рохас (Венесуэла) (2021)
2. 15,52 м Юлимар Рохас (Венесуэла) (2021)
3. 15,50 м Инесса Кравец (Украина) (1995)
4. 15,48 м Юлимар Рохас (Венесуэла) (2021)
5. 15,47 м Юлимар Рохас (Венесуэла) (2022)
6. 15,43 м Юлимар Рохас (Венесуэла) (2021)
7. 15,41 м Юлимар Рохас (Венесуэла) (2019)
8. 15,39 м Франсуаза Мбанго Этон (Камерун) (2008)
9. 15,37 м Юлимар Рохас (Венесуэла) (2019)
10. 15,34 м Татьяна Лебедева (Россия) (2005)

## Известные атлеты
- Юзеф Шмидт (Польша)
- Виктор Санеев (СССР)
- Адемар Феррейра да Силва (Бразилия)
- Джонатан Эдвардс (Великобритания)
- Кристиан Ульссон (Швеция)
- Нелсон Эвора (Португалия)
- Тедди Тамго (Франция)
- Кристиан Тейлор (США)
- Инесса Кравец (СССР/Украина)
- Анна Бирюкова (Россия)
- Татьяна Лебедева (Россия)
- Ямиле Алдама (Куба, Судан, Великобритания)
- Франсуаза Мбанго Этон (Камерун)
- Яргелис Савинье (Куба)
- Катрин Ибаргуэн (Колумбия)
- Ольга Рыпакова (Казахстан)